# Sân bay quốc tế Sardar Vallabhbhai Patel
Sân bay quốc tế Sardar Vallabhbhai Patel (tiếng Gujarat: સરદાર વલ્લભભાઈ પટેલ આંતરરાષ્ટ્રીય વિમાનમથક) (IATA: AMD, ICAO: VAAH) là sân bay bận rộn thứ 8 của Ấn Độ với trung bình của 250 lượt chuyến bay một ngày. Sân bay quốc tế Sardar Vallabhbhai Patel phục vụ các khu vực đô thị của hai thành phố ở bang Gujarat - Ahmedabad và Gandhinagar. Sân bay này nằm cách 8 km so với ga đường sắt Ahmedabad. Nó được đặt tên chính khách và cựu Phó Thủ tướng Sardar Patel Vallabhbhai. Sân bay trải rộng trên một diện tích 1.124 mẫu Anh (4,55 km2) với đường băng dài 11.811 foot (3.600 m).
Sân bay quốc tế Sardar Vallabhbhai Patel là một thành phố tập trung cho một số hãng hàng không Ấn Độ trong đó bao gồm IndiGo Airlines, Jet Airways, Kingfisher và SpiceJet.

## Hãng hàng không và tuyến bay

### Vận chuyển hành khách
| Hãng hàng không     | Điểm đến                                                                                       | Nhà ga |
| ------------------- | ---------------------------------------------------------------------------------------------- | ------ |
| Air Arabia          | Sharjah                                                                                        | 2      |
| Air India           | Delhi, Mumbai                                                                                  | 1      |
| Air India           | Chennai, Delhi, Hyderabad, Kuwait, Mumbai, Muscat, Newark                                      | 2      |
| Emirates            | Dubai                                                                                          | 2      |
| GoAir               | Bangalore, Kochi, Mumbai                                                                       | 1      |
| IndiGo              | Agartala, Bangalore, Chennai, Delhi, Hyderabad, Jaipur, Kochi, Kolkata, Mumbai, Pune           | 1      |
| Jet Airways         | Bhopal, Chennai, Delhi, Hyderabad, Indore, Mumbai, Raipur                                      | 1      |
| JetLite             | Delhi, Mumbai                                                                                  | 1      |
| Kingfisher Airlines | Coimbatore, Delhi, Guwahati, Imphal, Kochi, Mumbai                                             | 1      |
| Qatar Airways       | Doha                                                                                           | 2      |
| Singapore Airlines  | Singapore                                                                                      | 2      |
| SpiceJet            | Bangalore, Chennai, Coimbatore, Delhi, Goa, Guwahati, Hyderabad, Jaipur, Kolkata, Mumbai, Pune | 1      |
| VietJet Air         | Đà Nẵng, Hà Nội, Tp.Hồ Chí Minh                                                                | 2      |

### Vận chuyển hàng hóa
| Hãng hàng không          | Các điểm đến                                                               |
| ------------------------ | -------------------------------------------------------------------------- |
| Air India Cargo          | Aurangabad, Bangalore, Chennai, Delhi, Goa, Hyderabad, Kolkata, Mumbai     |
| Blue Dart Aviation       | Bangalore, Chennai, Coimbatore, Delhi, Goa, Hyderabad, Jaipur, Kolkata     |
| Deccan 360               | Bangalore, Delhi, Mumbai, Hyderabad, Chennai, Kolkata                      |
| Kingfisher Xpress        | Bangalore, Chennai,Delhi, Goa, Hyderabad, Jaipur, Kolkata, Lucknow, Mumbai |
| Singapore Airlines Cargo | Singapore                                                                  |